# روث ستون
روث ستون (بالإنجليزية: Ruth Stone)‏ شاعرة أمريكية، زوجها هو الشاعر والتر ستون. نشرت ثماني مجموعات شعرية. فازت بعدة جوائز مخصصة للشعراء أهمها جائزة أفضل ديوان شعر لديوانها «في مجرة أخرى». كتبت أفضل أشعارها عن الموت والحداد والألم والفقدان ومعاناتها كأنثى.
كتبت روث أفضل أشعارها إنعكاساً مباشراً لحياتها الواقعية وما عانت خلالها من البؤس والعيش على حواف هوة الفقر والتشرد وهي تناضل لتعول وحدها ثلاث فتيات مات والدهن منتحراً وتركهن في عالم موحش.

## روابط خارجية
- روث ستون على موقع IMDb (الإنجليزية)